# Федерация профсоюзов Узбекистана
Федерация профсоюзов Узбекистана — неправительственная, некоммерческая общественная организация, профсоюзное объединение Узбекистана, имеющее крупнейшее в стране число формальных членов. Является единственным национальным профсоюзным центром в Узбекистане. 
Федерация профсоюзов Узбекистана является членом Международной конфедерации профсоюзов.

## История
Организация является правопреемницей советской профсоюзной системы Узбекистанcrого республиканского совета профсоюзов, входившего в ВЦСПС. Хотя и утратила некоторые из полномочий, таких как государственное планирование и управление предприятиями. От советских профсоюзов Федерация унаследовала немалое недвижимое имущество. 
Федерация независимых профсоюзов Узбекистана была создана 12 сентября 1990 года. Первым председателем стал Бури Алламурадов который был до этого председателем Узбекского республиканского совета профсоюзов  
До 1992 года в состав организации входил «Узбекский республиканский Совета по туризму и экскурсиям» на основе которого было создано Министерство туризма и культурного наследия Республики Узбекистан. С 21 декабря 2010 года по 20 декабря 2016 года Нарбаева, Танзила Камаловна занимала пост председателя Совета Федерации профсоюзов Узбекистана. На II квартал 2012 года объединяла 14 отраслевых территориальных объединённых организаций, более 33 355 первичных ячеек, в которых состояли 5,9 млн человек. С 21 декабря 2016 года по 11 ноября 2020 эту должность занимал Рафиков, Кудратулла Мирсагатович.

## Описание

### Структура
Профсоюзная система Узбекистана состоит из первичных профсоюзных организаций, районных, городских, областных, Каракалпакстанского, Ташкентского городских советов профсоюзов и др. Включает профсоюзы, объединяющие работников, частично занятых или временно безработных, студентов и школьников, пенсионеров, другие слои населения, объединенные общими интересами в сфере производственной и непроизводственной деятельности.
Совет Федерации является руководящим органом Федерации профсоюзов Узбекистана в период между съездами. Он избирается сроком на 5 лет и формируется путем направления 2 представителей от каждой членской организации. Представители в Совет Федерации избираются на съездах, конференциях и собраниях организаций, входящих в состав Федерации. Совет Федерации состоит из избранных на съезде членов, председателя федерации, его заместителей в совете, а также председателей комиссий, постоянно действующих по основным направлениям деятельности федерации. Председатель Федерации является также председателем Совета Федерации профсоюзов Узбекистана, Правления и Исполкома. Заседание Совета Федерации созывается по мере необходимости, но не реже одного раза в год.
Совет Федерации координирует деятельность членских организаций при решении межсоюзных и межрегиональных задач; реализует права, предоставленные профсоюзам законом, определяет и устанавливает единую финансовую деятельность и дисциплину в профсоюзных организациях всех уровней, проводит международную деятельность федерации и т. д., защищает социально-экономические интересы работников, культурные, образовательные и по делам спорта, правовым, международным делам в аппарате Совета Федерации, организационным вопросам, социальному страхованию, финансовым отделам, секретариату и отделу дел.
В системе профсоюзов действуют 28 355 первичных организаций, объединяющих 6 336 611 членов профсоюза (март 2005 г.). Общее собрание (конференция) первичных профсоюзных организаций, конференция районных, городских, областных организаций сетевых профсоюзов и межпрофсоюзных объединений Республики Каракалпакстан, города Ташкента и областей, съезд сетевых профсоюзов и Федерации Профсоюзов Узбекистана является высшим органом. Общее собрание, конференция и съезд созываются не реже одного раза в 5 лет.

### Цели и задачи
Основной задачей профсоюзов является реализация единства действий в защите трудовых, социальных, экономических, духовных, интеллектуальных прав и интересов членов профсоюза.
Основной упор узбекских профсоюзов делается на укрепление демократических ценностей в сознании трудящихся, повышение их активности, углубление демократических изменений в профсоюзном движении. В результате развития коллективных договорных отношений увеличилось количество юридических лиц, заключивших коллективные договоры. Возросла социальная функция коллективных договоров, возросло их влияние на заработную плату и доходы работников. Особое внимание было уделено вопросам эффективной занятости, внедрения социально справедливой системы оплаты труда, стандартизации труда. Была проведена организационная работа по созданию здоровых и безопасных условий труда на рабочих местах, во многих случаях права работников были восстановлены. Возросло внимание профсоюзов к защите прав и интересов женщин и молодежи, а также инвалидов, нуждающихся в социальной защите, пенсионеров, борцов-интернационалистов. В сфере законотворчества было обеспечено активное участие профсоюзов во взаимодействии с комитетами и комиссиями Олий Мажлиса. В результате совершенствования механизма управления фондами социального страхования, строительства новых и реконструкции существующих объектов здравоохранения достигнуты положительные изменения в охране здоровья работников и членов их семей.